# 物部長鉾
物部 長鉾（もののべ ながほこ、1892年12月26日 - 1967年2月26日）は、日本の陸軍軍人。最終階級は陸軍中将。

## 経歴
秋田県出身。出羽物部氏の家系である唐松神社の生まれ。
1914年（大正3年）5月、陸軍士官学校（26期）を卒業し、同年12月、陸軍輜重兵少尉任官。1921年（大正10年）11月、陸軍大学校（33期）を卒業した。
1934年（昭和9年）8月、参謀本部員兼陸大教官に就任。1937年（昭和12年）10月、中支那碇泊場監部参謀に就任し日中戦争に出征。同年11月、輜重兵大佐に昇進。1938年（昭和13年）2月、中支那派遣軍兵站参謀となり、1940年（昭和15年）8月、陸軍少将に進級し第11野戦輸送司令官に就任。
1941年（昭和16年）10月、陸軍輜重兵学校長に異動。1942年（昭和17年）7月、船舶参謀長に発令され太平洋戦争に出征。1943年（昭和18年）2月、船舶練習部長に転じ、さらに船舶兵団長に移り、同年10月、陸軍中将に進む。1944年（昭和19年）4月、輜重兵監に就任し、留守近衛第2師団長に異動。
1945年（昭和20年）4月1日に第140師団長となり、鎌倉で対着上陸作戦準備中に終戦を迎えた。1947年（昭和22年）11月28日、公職追放仮指定を受けた。
1948年（昭和23年）7月、南方から捕虜を輸送した際の虐待（いわゆる地獄船）に関与した容疑で逮捕、B級戦犯として裁判にかけられた。

## 親族
- 兄 物部長穂（工学博士）[3]
- 弟 物部長照（唐松神社名誉宮司）[3]